# Dobšice (Libošovice)
Dobšice jsou malá vesnice, část obce Libošovice v okrese Jičín. Nachází se asi 2,5 kilometru na severozápad od Libošovic. Dobšice jsou také název katastrálního území o rozloze 2,82 km². V katastrálním území Dobšice leží i Meziluží.

## Název
Název vesnice je odvozen z osobního jména Dobeš ve významu ves lidí Dobšových. V historických pramenech se jméno vsi objevuje ve tvarech: in Dobssiczich (1437), na Dobssiczych (1541) nebo Dobssicze (1556).

## Historie
První písemná zmínka o obci pochází z roku 1437. Následujícího roku vesnici koupil Mikuláš Zajíc z Hazmburka a připojil ji k panství hradu Kost.

## Pamětihodnosti
- usedlost čp. 21 (kulturní památka)
- další stavby lidové architektury (např. čp. 17, 35)
- pískovcová plastika s křížem a sochou světce na návsi
- hasičská zbrojnice
- pramen Havránka (v údolí k Pleskotskému mlýnu)
- Přírodní rezervace Podtrosecká údolí
- Přírodní památka Meziluží (ochrana zrušena roku 2013)